# روبرت ودسون
روبرت ودسون هو لاعب كرة قدم كندية كندي، ولد في 4 أكتوبر 1995 في كالغاري في كندا.